# Maria Teresa Barrios
Maria Teresa Barrios (Rosario, 24 de junio de 1983) es una abogada y educadora para la paz argentina. Es Co-fundadora y Presidenta de la Alianza Iberoamericana por la Paz y delegada de Argentina ante la Campaña Mundial por la Educación para la Paz (GCPE, por sus siglas en inglés). Es mediadora y capacitadora en transformación positiva de conflictos en el Ministerio de Desarrollo Social de la provincia de Santa Fe y representante de Argentina para el grupo joven de la Oficina Internacional por la Paz. También es una de las organizadores del Foro Iberoamericano por la Paz,

## Alianza Iberoamericana por la Paz
Barrios Cofundó la Alianza Iberoamericana por la Paz en 2016 en Berlín durante el congreso mundial 'Desarmar por un clima de paz' de la Oficina Internacional por la Paz. Inicialmente la coalición era el Grupo Joven de la Oficina Internacional por la Paz (IPBYN, por su nombre en Inglés) en América Latina conocida bajo el nombre de Red Latinoamericana de Jóvenes por la Paz.
El Grupo Joven de la Oficina Internacional por la Paz, comenzó a preparar en 2018 una serie de conferencias de jóvenes por la paz alrededor del mundo, las cuales terminarían en la conferencia mundial, ¡Transformar! Hacia una cultura de paz en Berlín, 2019. Para que el grupo joven pudiera realizar sus conferencias en América Latina con un nombre en español, Barrios y Cardona fundaron la Red Latinoamericana de Jóvenes por la Paz, junto a los miembros de la IPBYN en América Latina. La red es lanzada en la primera conferencia de la IPBYN, el 25 de abril de 2018 en Medellín, Colombia, durante el 'II Congreso Internacional de Ciencia y Educación para el desarrollo y la paz', en la Universidad de Antioquia. Después, la Red Latinoamericana de Jóvenes por la Paz, lleva a cabo la segunda conferencia, el 3 de julio de 2018, en el Senado de la Nación Argentina, durante el congreso internacional 'Hablemos de Paz'.  La Red Latinoamericana hizo su tercera conferencia, el 9 de octubre de 2018, está vez en el Tecnológico de Monterrey campus Ciudad de México. En el 2020, los miembros del Grupo Joven de la IPB en Latinoamérica deciden cambiar su nombre a Alianza Iberoamericana por la Paz, con el objetivo de expandir su trabajo en la región de Iberoamérica.